# Miuccia Prada
Miuccia Prada, född 10 maj 1949 i Milano, är en italiensk modeskapare som driver det italienska modeföretaget Prada. Hon är barnbarn till Mario Prada som grundade klädmärket. 
Innan Miuccia Prada ärvde företaget efter sin mor, hade hon studerat mim i fem år på Teatro Piccolo i Milano. Hon är även filosofie doktor i statsvetenskap och var en uttalad kommunist under 1970-talet. På 1970-talet började hon formge vattentäta ryggsäckar i ett syntetmaterial som kallas Pocono. År 1978, när hon tog över företaget, fokuserade fortfarande Prada främst på väskor och skor i skinn och företaget hade i flera år haft ekonomiska problem. Men Miuccia Prada lyckades vända trenden genom att få företaget att fokusera på haute couture.